# Tyne Daly
Tyne Daly (Madison (Wisconsin), 21 februari 1946) is een Amerikaans actrice.
Zij speelde jarenlang voornamelijk kleinere rollen, voordat ze gevraagd werd voor de rol van Mary Beth Lacey in de politieserie Cagney and Lacey (1982–1988) met Sharon Gless als Christine Cagney. Daly is vooral een televisieactrice. Eind jaren 90 had ze opnieuw een hoofdrol in een televisieserie Judging Amy.

## Filmografie (selectie)
- John and Mary (1969)
- Larry (1974)
- The Enforcer (1976)
- Intimate Strangers (1977)
- Telefon (1977)
- Zoot Suit (1982)
- The Aviator (1985)
- Scattered Dreams (1993)
- Cagney & Lacey: The Return (1994)
- Cagney & Lacey: Together Again (1995)
- Cagney & Lacey: The View Through the Glass Ceiling (1995)
- Cagney & Lacey: True Convictions (1995)
- The Perfect Mother (1997)
- The Autumn Heart (1999)
- Judging Amy (1999)
- The Simian Line (2000)
- A Piece of Eden (2000)
- The Wedding Dress (2001)
- Hello, My Name Is Doris (2015)
- Spider-Man: Homecoming (2017)
- The Ballad of Buster Scruggs (2018)

- Bibsys: 10069897
- Bibliothèque nationale de France: cb14018355z (data)
- CiNii: DA10874349
- Gemeinsame Normdatei: 137111037
- International Standard Name Identifier: 0000 0001 1461 6066
- Library of Congress Control Number: nr94012602
- Nationale Bibliotheek van Tsjechië: xx0150762
- Nationale Bibliotheek van Israël: 987007344392105171
- Nederlandse Thesaurus van Auteursnamen: 071760784
- SNAC: w6fx8k1p
- Système universitaire de documentation: 187475342
- Virtual International Authority File: 64204282
- WorldCat: E39PBJhmKwdPcKGX8bTvwDHQv3